# Fredrik Holmquist Bjerrehuus
Fredrik Holmquist Bjerrehuus (født 14. januar 1990 i Herning) er en dansk bryder i klassisk græsk-romersk stil. Han har fået sin brydemæssige opvækst i Herning Brydeklub og fik sit internationale gennembrud i efteråret 2019, hvor han blev nummer fem ved verdensmesterskabet. Dette var samtidig nok til en kvalifikation til sommer-OL 2020 i Tokyo. I november 2019 blev Fredrik Bjerrehuus udtaget til Tokyo 2020.